# Wolfgang Schmidt
Wolfgang Schmidt (* 16. ledna 1954, Berlín) je bývalý německý atlet, který reprezentoval tehdejší NDR a později Západní Německo. Jeho hlavní disciplínou byl hod diskem, věnoval se však také vrhu koulí.

## Kariéra
První mezinárodní úspěchy zaznamenal v roce 1973 na ME juniorů v Duisburgu, kde vybojoval zlatou (disk) a stříbrnou (koule) medaili. Na Mistrovství Evropy v atletice 1974 v Římě skončil na 8. místě (59,56 m). Na následujícím evropském šampionátu v Praze v roce 1978 vybojoval 3. září výkonem 66,82 m titul mistra Evropy v hodu diskem. Stříbro bral Fin Markku Tuokko a bronz Imrich Bugár. Na témže šampionátu skončil původně ve finále koule na 4. místě. Později však byl kvůli dopingu diskvalifikován Jevgenij Mironov ze Sovětského svazu a Schmidt dodatečně získal za výkon 20,30 m bronz.
Již 9. srpna 1978 vytvořil v Berlíně výkonem 71,16 metru nový světový rekord, když tehdejší rekord Američana Wilkinse vylepšil o 30 centimetrů. Na prvním místě dlouhodobých tabulek byl tento hod až do 29. května 1983, kdy sovětský diskař Jurij Dumčev vylepšil hodnotu světového rekordu na 71,86 m.
Dvakrát reprezentoval na letních olympijských hrách. V roce 1976 na olympiádě v Montrealu získal stříbrnou medaili, když v poslední, šesté sérii poslal disk do vzdálenosti 66,22 metru a odsunul na bronzovou pozici Američana Johna Powella. Olympijským vítězem se stal další Američan Mac Wilkins. O čtyři roky později na olympiádě v Moskvě obsadil výkonem 65,64 m 4. místo.
Jednu ze svých posledních medailí na mezinárodní scéně vybojoval v roce 1990 na evropském šampionátu ve Splitu, kde bral bronz. O rok později na světovém šampionátu v Tokiu se umístil na 4. místě.